# Партия за полную эмансипацию цыган Македонии
Партия за полную эмансипацию цыган Македонии (макед. Партија за целосна еманципација на Ромите од Македонија, Partija za Celosna Emancipacija na Romite od Makedonija, PCERM) — политическая партия в Северной Македонии, представляющая цыганское меньшинство.

## История
Партия участвовала в парламентских выборах 1990 года, когда Македония ещё была частью Югославии. В одних областях партия работала одна, а в других — в союзе с Социалистической партией, причём последний союз получил единственное место, которое занял Фаик Абди. На выборах 1994 года PCERM баллотировалась одна, получив 0,7 % голосов и одно место. В течение 1994—1998 годов его представляли в Собрании Северной Македонии Абди и Амди Байрам. Сообщается, что в 1990-х годах лидеры PCERM призвали к созданию независимого цыганского государства «Романистан».
На выборах 1998 года партия выступила в союзе с Социалистической партией, Демократической партией турок, Демократической прогрессивной партией цыган в Македонии и Партией демократического действия Македонии. Несмотря на то, что альянс занял шестое место с 4,7 % голосов по стране, ему не удалось получить ни одного места. PCERM участвовала в выборах 2002 года в одиночку, но получила всего 0,2 % голосов и осталась без мест.
Партия не участвовала в выборах 2006 года. Однако она вернулась к участию в выборах 2008 года в составе коалиции «За лучшую Македонию», возглавляемой ВМРО-ДПМНЕ. Альянс выиграл выборы, заняв 63 из 120 мест в Ассамблее.
Однако перед выборами 2011 года PCERM присоединилась к альянсу, возглавляемому Социал-демократическим союзом, который проиграл выборы коалиции ВМРО-ДПМНЕ. На выборах 2014 года PCERM осталась частью альянса Социал-демократического союза, снова проиграв ВМРО-ДПМНЕ.